# Ann Lislegaard
Ann Lislegaard (født 1962 i Tønsberg, Horten) er en dansk billedkunstner, der bor og arbejder i København, Danmark og i New York City, USA. Hun er uddannet på Kunstakademiet i København 1988-93. Hun har haft residencies på bl.a. MoMA PS1 - The International Studio Program i New York 1995-96 og MIT Boston.
Lislegaard er kendt for 3D-filmanimationer og lys/lyd-værker, der ofte er baseret på ideer fra science fiction. Hun interesserer sig for det spekulative og subversive potentiale i science fiction genren. 
Hun var professor ved Det Kongelige Danske Kunstakademi fra 2004 til 2013.
Soloudstillinger
Lislegaard har haft adskillige soloudstillinger[kilde mangler] på bl.a.
- Moderna Museet Projekt i Stockholm,
- Astrup Fearnley Museet i Oslo,
- Statens Museum for Kunst i København,
- Raven Row i London,
- MOCAD - Museum of Contemporary Art Detroit,
- The Henry Art Gallery i Seattle,
- Kyoto Art Center, (en)[3]
- NCA i Tokyo, Nichido Contemporary Art, Tokyo, Japan
- Galleria Raucci e Santa Maria i Napoli,
- Galleri Tommy Lund i København,
- Paul Andriesse Gallery i Amsterdam og
- Murray Guy Gallery i New York[4].

## Udmærkelser
I 2009 blev Lislegaard tildelt livsvarig hædersydelse fra Statens Kunstfond.
I 2015 modtog hun Eckersberg Medaillen.

## Galleri
| - Crystal World, 2006. |